# Killian Malwaya
Killian Malwaya, né le 4 août 2005 à Paris, est un joueur français de basket-ball évoluant au poste d'arrière.

## Biographie

### Débuts dans le basket-ball (2011-2022)
Killian Malwaya débute le basket-ball en club à l'âge de 6 ans à Marne-la-Vallée, club où sont notamment passés Andrew Albicy et Matthew Strazel, et y joue jusqu'en 2019. Lors de la dernière saison, Malwaya remporte le championnat de France U15. Il inscrit plus de 15 points par match en moyenne en 2018-2019. Lors de la dernière saison, Malwaya remporte le championnat de France U15.
En 2019, il intègre le Pôle France de basket-ball avec un an d'avance. Durant la saison 2019-2020, il évolue en championnat de France U18 (12,8 points de moyenne) et fait même une apparition en Nationale 1.
Dès 2020, il quitte l'INSEP pour rejoindre le centre de formation de l'ASVEL Lyon-Villeurbanne. Durant deux saisons, il alterne les matchs avec l'équipe U18 et l'équipe Espoirs. En 2022, il est élu MVP de l'étape de l'Adidas Next Generation Tournament (en) à Belgrade, et remporte la Coupe de France U17 tout en étant également élu MVP de la finale.

### Premiers matchs en professionnel (depuis 2022)
À l'intersaison 2022, il rejoint le Paris Basketball. La première saison, il évolue en Espoirs mais également chez les professionnels en jouant plusieurs bouts de rencontres en Betclic Élite et EuroCoupe. 
Barré par la concurrence à son poste, il s'engage en prêt à l'ALM Évreux pour la saison 2023-2024. Le 27 octobre 2023, il inscrit notamment 27 points (à 9/14 aux tirs et 4/6 à trois points) contre Aix Maurienne.

### Équipes de France jeunes
Durant l'été 2021, il joue ses premiers matchs internationaux en sélections de jeunes. Il prend part à cinq rencontres lors des European Challengers U16 de 2021 (en). En moyenne, il inscrit 13,4 points et prend 3,8 rebonds.
En juillet 2022, il participe à la coupe du monde des moins de 17 ans. Il marque 8,1 points de moyenne et prend 3 rebonds en 7 matchs, et remporte la médaille de bronze avec ses coéquipiers.
En 2023, il dispute sept rencontres du championnat d'Europe U18. En moyenne, il y inscrit 6 points par match et les Tricolores échouent au pied du podium.

## Palmarès et distinctions individuelles

### En club
Marne-la-Vallée Basket
- Champion de France U15 en 2019

 ASVEL Lyon-Villeurbanne
- Vainqueur et élu MVP de l'étape de l'Adidas Next Generation Tournament (en) à Belgrade en 2022
- Vainqueur de la Coupe de France U17 en 2022 et élu MVP de la finale
- Champion de France Espoirs en 2022

 ALM Évreux
- Sélectionné pour le concours de dunk du All-Star Game LNB 2023

### En sélection nationale
- Vainqueur du groupe A des European Challengers U16 en 2021 (en)
- Médaille de bronze de la coupe du monde des moins de 17 ans en 2022

### Sur la scène internationale
- Sélectionné pour participer au camp de Basketball Without Borders (en) Global lors du NBA All-Star week-end 2023